# Günther Jauch

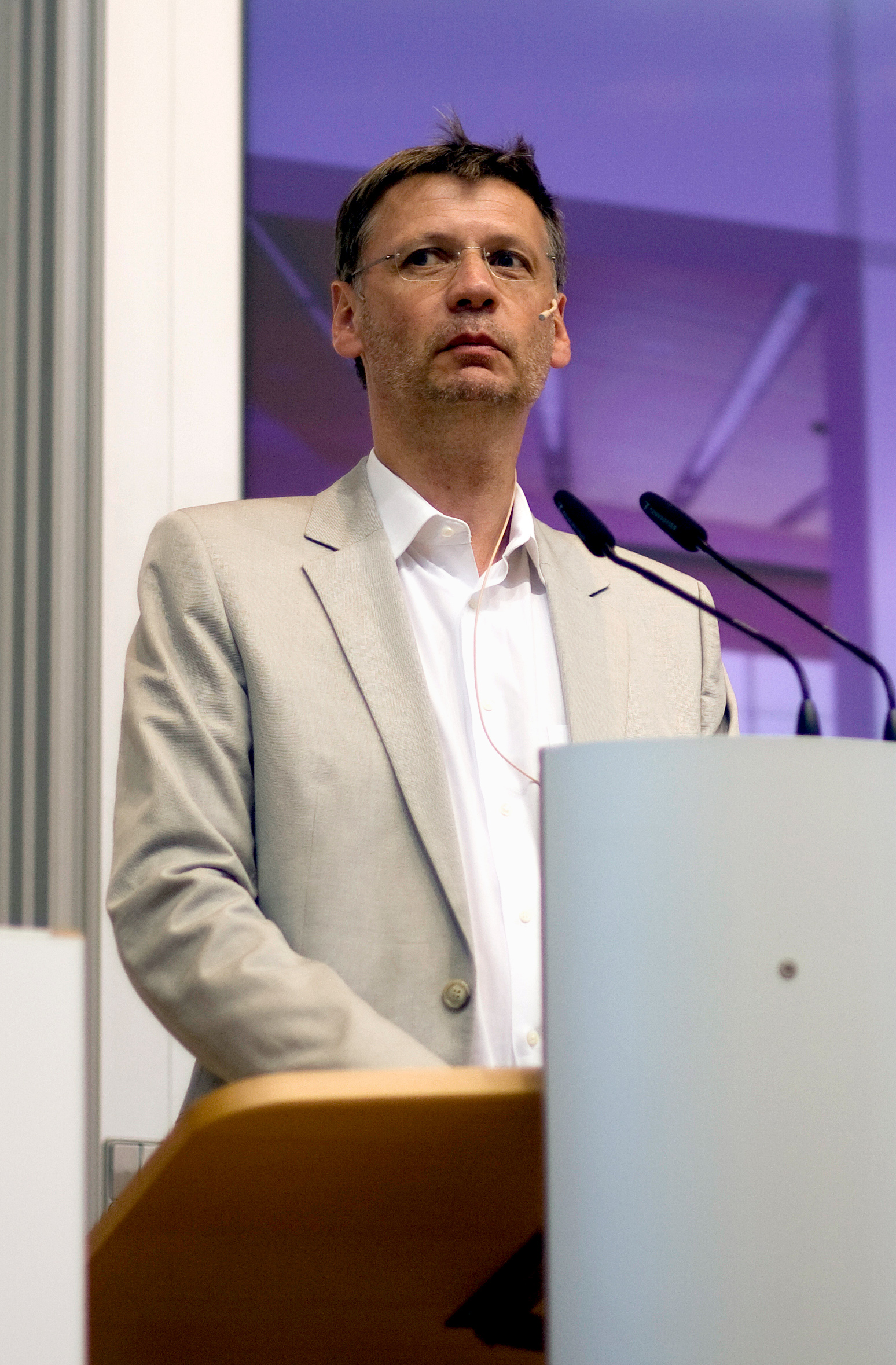
Günther Jauch

Günther Jauch, född 13 juli 1956 i Münster i delstaten Nordrhein-Westfalen, är en tysk TV-programledare, TV-journalist och TV-producent.

## Familj
Günther Jauch härstammar från köpmannafamiljen Jauch i Hamburg, från vilken flera medlemmar är kända. Med sin hustru Thea Sihler bor han i Potsdam. Paret har två gemensamma barn och två adoptivbarn från Sibirien.

## Utbildning
Jauch växte upp i Berlin och gick i den katolska grundskolan St. Ursula i Zehlendorf. Senare var han även ministrant. Efter Steglitz-gymnasiet i Berlin gick han på Deutsche Journalistenschule i München. Efter examen därifrån studerade han politik och modern historia på Münchens Ludwig-Maximilian-universitet. Han lämnade universitetet i förtid, då han fick ett erbjudande om arbete från radion.

## Vid radion
Günther Jauch arbetade därefter som frilansare vid RIAS Berlin som sportkommentator. 1977 flyttade han till sportredaktionen hos Bayerischer Rundfunk. Från 1985 till 1989 ledde han tillsammans med Thomas Gottschalk B3-Radioshow (Gottschalk mellan kl. 14 och 16, Jauch mellan kl. 16 och 17.30). Duon gjorde sig känd genom sina fräna kommentarer till varandra om vem som hade den "bästa" gästen. Gottschalk hade oftast gäster kända från showbusiness, medan Jauch föredrog politiker.

## TV-karriär
29 år gammal flyttade han över till TV och ledde TV-program som Rätselflug och Live aus dem Alabama liksom 1986 för ZDF-programmet So ein Zoff. 1988 ledde han för första gången Das aktuelle Sportstudio. Till 1996 ledde han också ZDF-programmet Menschen och tillsammans med Thomas Gottschalk Große Show der achtziger Jahre. 1989 tecknade han kontrakt med TV-firman RTL i Köln. Sedan 1990 är han här programledare för Stern TV. Jauch är ensam innehavare av produktionsfirman I&U Information und Unterhaltung TV med säte i Köln. På senare tid har han varit framgångsrik med Wer wird Millionär?, tyska versionen av Vem vill bli miljonär?.
Inte minst genom en mycket humoristiskt ledning av Wer wird Millionär? blev Jauch under början av 2000-talet en av de populäraste personerna hos den tyska allmänheten, han valdes till den mest omtyckta tysken vid en undersökning bland fler än 2100 personer av marknadsundersökningsföretaget Ipsos 2005.

## Producent
Sommaren 2000 grundade Günther Jauch den egna produktionsfirman I & U TV, vilket står för information och underhållning. Jauch är idag ensam företagare, sedan förlaget Gruner und Jahr dragit sig ur företaget. Andreas Zaik leder produktionsfirman och är ansvarig för affärerna och chefredaktör.

## Ideella insatser
Jauchs livsstil sägs vara anspråkslös och tillbakadragen. I egna kommentarer uttrycker han att han tar sig friheten att välja en livsstil som inte motsvarar de ekonomiska möjligheterna han allmänt antas äga. Sedan länge ger han stora delar av sin inkomst till välgörenhet, bland annat ger han alla intäkter han får genom att medverka i reklam till allmännyttiga ändamål.

## Priser och utmärkelser
- 1988 Goldene Kamera
- 1989 Bayerischer Fernsehpreis
- 1990 Bambi
- 1991 Krawattenmann des Jahres
- .... Mittelstandspreis
- 2000 Medienpreis der Deutschen Aidsstiftung
- 2000 Goldene Henne Publikumspreis des MDR
- 2001 Goldene Kamera
- 2001 Bambi
- 2001 Romy – österreichischer Fernsehpreis
- 2001 World Entertainment Award
- 2001 Bayerischer Fernsehpreis - Ehrenpreis des Bayerischen Ministerpräsidenten
- 2002 Adolf-Grimme-Preis
- 2002 Intelligentester Deutscher (Umfrage)
- 2002 Deutscher Fernsehpreis
- 2003 Unsere Besten, Platz 29
- 2003 „Kurtchen“
- 2003 Montblanc Arts Patronage Award
- 2003 Bobby – Medienpreis der Bundesvereinigung Lebenshilfe für Menschen mit geistiger Behinderung.
- 2003 meistgewünschter TV-Star als Politiker (repräsentative Emnid-Umfrage)
- 2003 Deutscher Fernsehpreis
- 2004 Bambi – Publikumspreis für das Fernsehereignis des Jahres
- 2004 Persönlichkeitsmarke des Jahres
- 2004 Chartity-Oscar der Bild-Zeitung
- 2005 Wahl zum beliebtesten Deutschen
- 2005 Deutscher IQ-Preis
- 2005 Herbert-Award - bester Sportmoderator